# Oranjestad (Aruba)
Oranjestad (narančasti grad) je glavni grad nizozemskog teritorija Arube.
Ima oko 34 980 stanovnika.

## Povijest
Nizozemci su oko tvrđave Fort Zoutman godine 1796. počeli graditi grad. 1986. počeo je biti jedan od 3 ravnopravna člana Kraljevine Nizozemske, uz europsku Nizozemsku i Nizozemske Antile.

## Sport
Nogometni klub River Plate Aruba.

## Rođeni u Oranjestadu
- David Abdul, nogometaš
- Sherinald Cook, reper
- Boy Ecury, borac pokreta otpora
- Henny Eman, političar
- Mike Eman, ministar-predsjednik
- Frits Goedgedrag, guverner Nizozenmskih Antila
- Denis Henriquez, književnik
- Percy Irausquin, modni dizajner
- Miguel Janssen, atletičar
- Michiel de Jong, glumac
- Wim Martinus), bejzbolaš
- Clive Mendes, bejzbolaš
- Pete Philly, pjevač
- William Richard Piternella, književnik
- Rasti Rostelli, mađioničar
- Pierre de Windt, atletičar